# Rajd dell’Isola d’Elba 1972
Rajd dell’Isola d’Elba 1972 (5. Rally dell’Isola d’Elba) – 5 edycja rajdu samochodowego Rajd dell’Isola d’Elba rozgrywanego we Włoszech. Rozgrywany był od 6 do 8 kwietnia 1972 roku. Była to siódma runda Rajdowych Mistrzostw Europy w roku 1972.

## Klasyfikacja rajdu
| Miejsce                      | Kierowca                     | Pilot                        | Samochód                     | Czas                         | Strata                       |                              |
| Klasyfikacja generalna i ERC | Klasyfikacja generalna i ERC | Klasyfikacja generalna i ERC | Klasyfikacja generalna i ERC | Klasyfikacja generalna i ERC | Klasyfikacja generalna i ERC | Klasyfikacja generalna i ERC |
| ---------------------------- | ---------------------------- | ---------------------------- | ---------------------------- | ---------------------------- | ---------------------------- | ---------------------------- |
| 1.                           | Luciano Trombotto            | Maurizio Enrico              | Fiat 124 Spider              | 2:54                         | 0.0                          |                              |
| 2.                           | Sergio Barbasio              | Piero Sodano                 | Lancia Fulvia 1.6 Coupé HF   | 4:14                         | +1:20                        |                              |
| 3.                           | Harry Källström              | Gunnar Häggbom               | Lancia Fulvia 1.6 Coupé HF   | 7:42                         | +4:48                        |                              |
| 4.                           | Maurizio Verini              | Quaranta                     | Fiat 124 Spider              | 11:21                        | +8:27                        |                              |
| 5.                           | Günther Janger               | Walter Wessiak               | Volkswagen Käfer 1302 S      | 12:19                        | +9:25                        |                              |
| 6.                           | Donatella Tominz             | Gabriella Mamolo             | Fiat 124 Abarth Spider       | 28:56                        | +26:02                       |                              |
| 7.                           | Giuseppe Ceccato             | Bernardino Bertollo          | Fiat 128 Sport Coupé         | 32:11                        | +29:17                       |                              |
| 8.                           | R. Bossetti                  | Alberto Bocca                | Lancia Fulvia 1.6 Coupé HF   | 35:44                        | +32:50                       |                              |
| 9.                           | Gianni Besozzi               | Alessandro Brusati           | Lancia Fulvia 1.6 Coupé HF   | 39:17                        | +36:23                       |                              |
| 10.                          | Fausto Carello               | Ciano Oberti                 | Lancia Fulvia 1.6 Coupé HF   | 44:50                        | +41:56                       |                              |